# Microsoft Office
Microsoft Office er en kontorpakke lavet af Microsoft. Microsoft Office findes både til Windows og Mac OS. Programmet er den klart mest udbredte kontorpakke og benyttes både af firmaer og privatpersoner.
Den nyeste PC-udgave af Microsoft Office er Office 2013 der kun findes i Windowsudgaver. Nyeste Mac-udgave af Office er fra 2011. 
I Office 2007 er der blevet lavet meget om siden Office 2003 (til pc). Der er blevet lavet et helt nyt brugerinterface, som passer godt til Windows Vista da interfacet minder meget om hinanden, Microsoft Office 2007 og Windows Vista blev også udgivet den samme dato (d. 30/1-07).
Der er tydelige forskellige på Office 2003 og 2007, blandt andet er genvejstaster blevet ændret. 
Programmerne i Microsoft Office er nogle af de mest kendte kontorprogrammer, med tekstbehandlingsprogrammet Word, regnearksprogrammet Excel, præsentationsprogrammet PowerPoint, databaseprogrammet Access, kalender- og e-mail-programmet Outlook, desktop publishing-programmet Publisher, samt de tre forholdsvis nye; notatorganiseringsprogrammet OneNote, formularoprettelsesprogrammet Infopath og filsynkroniseringsprogrammet Groove.
 
Tidligere har billedbehandlingsprogrammet PhotoDraw, websidemanagerprogrammet Frontpage, kalenderprogrammet Schedule+ og e-mailprogrammet Mail indgået i Officepakkerne. 
Programmerne kan købes separat eller samlet i følgende pakker: 

Microsoft Office 2007
| Basic   | Home & Student | Standard   | Small Business     | Professional       | Ultimate           | Professional Plus | Enterprise   |
| ------- | -------------- | ---------- | ------------------ | ------------------ | ------------------ | ----------------- | ------------ |
| Word    | Word           | Word       | Word               | Word               | Word               | Word              | Word         |
| Excel   | Excel          | Excel      | Excel              | Excel              | Excel              | Excel             | Excel        |
|         | PowerPoint     | PowerPoint | PowerPoint         | PowerPoint         | PowerPoint         | PowerPoint        | PowerPoint   |
| Outlook |                | Outlook    | Outlook            | Outlook            | Outlook            | Outlook           | Outlook      |
|         |                |            | Accounting Express | Accounting Express | Accounting Express |                   |              |
|         |                |            | Publisher          | Publisher          | Publisher          | Publisher         | Publisher    |
|         |                |            |                    | Access             | Access             | Access            | Access       |
|         |                |            |                    |                    | InfoPath           | InfoPath          | InfoPath     |
|         |                |            |                    |                    | Groove             |                   | Groove       |
|         | OneNote        |            |                    |                    | OneNote            |                   | OneNote      |
|         |                |            |                    |                    |                    | Communicator      | Communicator |